# 二流小説家
『二流小説家』（にりゅうしょうせつか、The Serialist ）は、アメリカ合衆国の作家デイヴィッド・ゴードンによる推理小説。ゴードンの処女作で、エドガー賞 処女長編賞候補作。日本では、翻訳ミステリー大賞候補となったほか、「このミステリーがすごい! 」（宝島社）、「ミステリが読みたい! 」（早川書房）、「週刊文春ミステリーベスト10」（文藝春秋）の全てで1位にランクインした。2013年に『二流小説家 シリアリスト』のタイトルで舞台を日本に移し、上川隆也主演で映画化された。

## あらすじ
作家のハリー・ブロックはフリーランスのゴーストライターとしてジャンルによってペンネームを使い分けているが、どの作品も固定ファンはいるものの、売れているとは言えない状態だった。
ある日、ハリーがポルノ記事を書く時のペンネーム、トム・スタンクス宛てに、4人の女性を惨殺し、3か月後に刑の執行を控える死刑囚のダリアン・クレイから手紙が届く。恐怖心と興味の狭間で揺れ動きながらも意を決して刑務所に面会に訪れたハリーにダリアンは、彼が楽しむためだけに、彼にファンレターを送ってくる3人の女と彼とのポルノ小説を書いてくれたら、まだ誰にも話したことのない事件の真相を話してもいいと言う。世間の耳目を集める連続殺人犯の告白本を書けば一躍ベストセラー作家になり周りを見返すことができると考えたハリーは、ダリアンが指定した女性に順に会いインタビューし、ポルノ小説を書き上げていく。3人目の女性サンドラの家からの帰途、忘れ物に気付いて取りに戻ったハリーの目に飛び込んできたのは、惨殺されたサンドラの無惨な遺体だった。嫌な予感に駆られすぐに確認すると、最初にインタビューしたモーガン・チェイスと、2番目にインタビューしたマリー・フォンテインもまた惨殺されていた。遺体を切断する、遺体の写真を送りつけるといった手口は有り得ないことと思いながらも、ダリアンの仕業ではないかと思わざるをえないほどダリアン・グレイそのもので、誰もがダリアンは無実で真犯人が新たな犯行を始めたのではないかと推測するのだった。

## 登場人物

### 主要人物
ハリー・ブロック
売れない作家。フリーランスのゴーストライターとして、複数のペンネームを使い分けており、SFものはT・R・L・パングストローム、ミステリやサスペンスはJ・デューク・ジョンソン、ヴァンパイアものはシビリン・ロリンド-ゴールド、ポルノ記事を書く時はトム・スタンクスの名を使用し、著者近影は自分で変装したり、友人や母親の写真を利用する。かつては純文学作家を志していた。
クレア・ナッシュ
ハリーのビジネスパートナー。女子高生。当初は父親の依頼でハリーが家庭教師を務めるはずだったが、ハリーなくしても非常に成績優秀で、レポートの代筆や他の生徒への代筆斡旋の窓口となる。ハリーの執筆業より実入りのいい副業を一手に管理しており、ハリーにとってなくてはならない存在となっている。
ダリアン・クレイ
シンシン刑務所に収監中の死刑囚。自称・写真家。1996年から1997年に4人の女性を誘拐し、拷問の末に惨殺したとされる連続殺人犯。誘拐した女性にカメラの前でポーズを取らせた後に殺害し、遺体をばらばらにし、頭部以外の胴体と四肢をクイーンズ及びロングアイランド周辺の大型ゴミ容器に捨てた。遺体が発見される度に、特別捜査本部に遺体の写真を送りつけたその犯行の手口から、“シャッター・バグ”、“フォト・キラー”と呼ばれた。法廷では無罪を主張したが、自宅地下室から採取された証拠品のDNAが被害者のものと一致したこと、目撃証言があったことなどから有罪判決が下り、死刑が言い渡された。これまでに一言も自供しておらず、被害者の頭部も発見されていない。

### その他
キャロル・フロスキー
ダリアン・クレイの代理人を務める弁護士。50代、ブロンド。
テレサ・トリオ
フロスキーの助手。黒髪で均整の取れたプロポーションの美しい女性。ハリーがシビリン・ロリンド-ゴールドの名で執筆するヴァンパイア小説の愛読者。
ダニエラ・ジャンカルロ
ダリアンに殺害されたドーラ・ジャンカルロの双子の妹。ストリップクラブ〈RSVP〉のストリッパー。ダリアンの告白本執筆の依頼を受けて欲しいと懇願する。
モーガン・チェイス
ダリアンのファン。大手融資銀行勤務。ウェスト・ヴィレッジ在住。
満たされない私生活に潤いを求めてポルノサイトやテレフォン・サービスを利用したが、それでも満たされず、ダリアンに無実を信じていると綴った手紙を送ると、まるで欲望を見透かすような情熱的で官能的な手紙のやり取りをするようになる。
マリー・フォンテイン
ダリアンのファン。ニュージャージー州リッジフィールド・パーク在住。22歳。
サンドラ・ドーソン
ダリアンのファン。大学生。ブルックリン在住。マゾヒスト。
ジョン・トナー
ダリアンに殺害されたサンディ・トナーの夫。かつてダリアンが働いていた工場の経営者でもある。他の被害者ナンシー・ジャレル、ジャネット・ヒックスの遺族と共に、ダリアンの告白本の執筆を止めて欲しいとハリーに直談判する。
タウンズ
ダリアン事件担当のFBI特別捜査官。遺族の気持ちを慮ぱかるべきだとハリーに忠告する。その実、FBI退職後には自身も回想録の執筆を目論んでいる。
テレンス・ベイトソン
FBI特別捜査官。タウンズの部下。ハリーを尾行する。
モーリス
ハリーの友人。花屋。J・デューク・ジョンソンの著者近影のモデル。
ジェイン
ハリーの元恋人。
グレッチェン
ダリアンの里親。

## 映画
『二流小説家 シリアリスト』のタイトルで日本で映画化され2013年6月15日に公開された。原作のハリー・ブロックに当たる主役を上川隆也が、ダリアン・クレイに当たる役を武田真治が演じる。
丸の内TOEI1他全国172スクリーンで公開され、2013年6月15、16日の初日2日間で興収3,259万7,800円、動員2万5,469人になり、映画観客動員ランキング（興行通信社調べ）で初登場第8位となった。

### キャスト
- 赤羽一兵 - 上川隆也
- 呉井大悟 - 武田真治
- 長谷川千夏 - 片瀬那奈
- 鳥谷恵美 - 平山あや
- 小林亜衣 - 小池里奈
- 今野純子 - 黒谷友香
- 小林郁子 - 賀来千香子
- 後藤猛 - でんでん
- レポーター - 長嶋一茂
- 鏑木裕子 - 戸田恵子
- 太田聖道 - 中村嘉葎雄
- 工藤三重子 - 佐々木すみ江（若い頃：千咲としえ）
- 三島忠志 - 本田博太郎
- 町田邦夫 - 伊武雅刀
- 前田礼子 - 高橋惠子

### スタッフ
- 監督 - 猪崎宣昭
- 脚本 - 尾西兼一、伊藤洋子、三島有紀子、猪崎宣昭
- 原作 - デイヴィッド・ゴードン 『二流小説家』（訳：青木千鶴 / 早川書房）
- 音楽 - 川井憲次
- 主題歌 - 泉沙世子 「手紙」（キングレコード）
- 撮影 - 高田陽幸
- 製作 - 白倉伸一郎、木下直哉、重村博文、間宮登良松、和田修治、菅野征太郎、栗原正和、木村良輔、石戸谷洋治、椎名康雄、岡部俊一、早川浩
- プロデューサー - 丸山真哉、横塚孝弘、栗生一馬、星野明輝
- 警察監修 - 倉科孝靖（チーム五社）
- スチール　- 奈良則孝
- 配給 - 東映
- 製作プロダクション - 東映東京撮影所
- 製作 - 「二流小説家」製作委員会（東映、木下グループ、キングレコード、東映ビデオ、アサツー ディ・ケイ、ギルド、フィールズ、ドワンゴ、アップサイド、ゼロライトイヤーズ、ライクロ、ソニーPCL、早川書房）

### Blu-ray / DVD
2013年12月6日発売。発売・販売元はキングレコード。
- 二流小説家 シリアリスト DVD通常版（1枚組）
  - 映像特典
    - 特報・劇場予告編・TVスポット
- 二流小説家 シリアリスト DVDコレクターズ・エディション（2枚組・初回限定生産）
  - ディスク1：本編DVD（通常版と同様）
  - ディスク2：特典DVD
    - メイキング
    - 舞台挨拶映像

  - 特製アウターケース付き
- 二流小説家 シリアリスト Blu-rayコレクターズ・エディション（1枚組）
  - 映像特典：DVDコレクターズ・エディション版と同様
  - 特製アウターケース付き